# Бесикс кула I
 (енгл. Besix Tower I) је планирани облакодер који је требало да се изгради у Београду. Замишљен је као зграда у облику слова А чија би висина изностила 333 метара. Са том висином, Бесикс кула била би највиша зграда у Европи, предвиђена за становање. Занимљиво је да је пројекат вредан 250 милиона евра предложила белгијска компанија Бесикс која је између осталог задужена и за изградњу Бурџ Дубаија, највише грађевине света.
Бесикс кула планирана је да се изгради на слободној површини Новобеоградског Блока 26, између зграде Ушћа и Арене. Предложенена је у облику слова А. Нижи спратови предвиђени су за пословни простор, док би се највиши адаптирали у ресторански и хотелски простор. Средњи део зграде планиран је за индивидуално становање.
Серж Амеј из Масера холдинга и Дидије Дамасо, представник Бесикса, потврдили су план да у Београду саграде највишу зграду Европе. У саопштњу из Брисела, рекли су да је Београд раскрсница путева којој недостају велики облакодери. Према њиховој процени, изградња Бесикс куле помогла би бржем развоју Београда и Србије.
Иако је РТС објавио вест о могућој изградњи током 2010, реализација пројекта никада није званично ступила на снагу. Градска власт престолнице потврдила је да је обавештена од стране Бесикса о њиховом плану, али је саопштила да даљи преговори нису вођени јер нико из Белгијске компаније није одговори на питања града о детаљима пројекта и његово финансирање.